# Franz Kober
Franz Josef Kober (Mamming, 15 april 1956) is een Duits ingenieur.
Na zijn studie techniek aan de FH München begon hij te werken in de filmindustrie. Tot 1922 was hij procuratiehouder van Kinoton. In 1995 werd hij directeur van Ernemann en startte hij samen met Reinhold Hampf het bedrijf Cine Project. Hij wordt beschouwd als een pionier binnen de filmindustrie, dankzij hem zou de cinema toegankelijker zijn voor het publiek